# Markup language
Markup language eller opmærkningssprog kombinerer tekst og ekstra information om teksten. Den ekstra information, f.eks. om tekstens struktur eller præsentation, udtrykkes ved hjælp af opmærkning, som indflettes i den primære tekst. Det bedst kendte opmærkningssprog er formentlig i dag HTML (Hypertext Markup Language), som er en af hjørnestenene i World Wide Web. Historisk set har opmærkning været anvendt – og anvendes stadig – i forlagsbranchen til udveksling af tekster mellem forfattere, udgivere og trykkerier.

## Typer af opmærkningssprog
Opmærkningssprog opdeles gerne i tre slags: præsentationsopmærkning, procedureopmærkning og deskriptiv opmærkning.

### Præsentationsopmærkning
Præsentationsopmærkning udtrykker dokumentstruktur gennem en teksts visuelle fremtoning. I et tekstbehandlingsdokument kan titlen f.eks. være foregået af linjeskift og centrering for at få den til at stå på det ønskede sted. Interpunktion kan også anses for en slags præsentationsopmærkning. Således understøttes præsentationsopmærkning af programmer til tekstbehandling og desktop publishing, og ofte er dette den eneste form for opmærkning man lærer. Problemet er at denne form for opmærkning er upraktisk for computerprocessering, såsom at søge efter bestemte bestanddele.

### Procedureopmærkning
Procedureopmærkning fokuserer almindeligvis på præsentationen af tekst, men den er typisk synlig for den bruger der redigerer tekstfilen. Den forventes fortolket af software i den rækkefølge den er sat. Ved formatering af en titel vil en række formatteringsregler blive indsat umiddelbart før titlens tekst, hvorved softwaren får besked om måske først at centrere teksten, dernæst forstørre og gøre typerne kraftigere. For at sikre at det alene er titlen der påvirkes af disse regler, vil titlens tekst være efterfulgt af andre regler som ophæver disse normer. I mere avancerede systemer gøre makroer og en stack model dette mindre besværligt. Oftest omfatter mulighederne for procedureopmærkning et Turing-komplet programmeringssprog. Eksempler på systemer til procedureopmærkning er nroff, troff, TeX og PostScript. Procedureopmærkning er i vid udstrækning anvendt i professionelle forlagsapplikationer hvor professionelle typografer kan forventes at lære de påkrævede sprog.

### Deskriptiv opmærkning
Deskriptiv opmærkning angår det logiske eller indholdsmæssige (begrebsmæssige, semantiske) aspekt af et dokument, og altså ikke den visuelle fremtoning. Tidlige eksempler er markering af afsnit i en tekst og metadata vedrørende teksten (forfatter, version, bibliografiske data). Forskning i kunstig intelligens, herunder vidensrepræsentation og konceptuelle grafer, datamodeller, men også Objektorienteret programmering ses som forudsætning for specifikation af Resource Description Framework (RDF) og Web Ontology Language (OWL).